# Epiplatys dageti
Epiplatys dageti es una especie de pez de la familia de los aplocheílidos en el orden de los ciprinodontiformes.

## Morfología
Los machos pueden alcanzar los 6 cm de longitud total.

## Subespecies
- Epiplatys dageti dageti (Poll, 1953)
- Epiplatys dageti monroviae (Arnoult y Daget, 1965)

## Distribución geográfica
Se encuentran en África: Liberia, Costa de Marfil y Ghana.